# قناة قحفية بلعومية
القناة القحفية البلعومية (بالإنجليزية: Craniopharyngeal canal)‏ هي بنية تشريحية بشرية توجد أحياناً في فتحة العظم الوتدي إلى السرج التركي. وهي قناة توجد أحياناً ممتدة من الجزء الأمامي من السرج التركي للعظم الوتدي إلى السطح السفلي للجمجمة، وتمثل الموضع الأصلي لجيبة راتكه. تم العثور على هذه القناة في 0.4٪ من الأفراد. 